# 매화로
매화로(Maehwa-ro)는 경상북도 울진군 매화면 덕신리 덕신 교차로와 근남면 구산리 성류굴 교차로를 잇는 경상북도의 도로이다.

## 연혁
- 1979년 1월 31일 : 포항 ~ 삼척간 국도포장공사 완공과 함께 개통[1]
- 2019년 9월 27일 : 원남면에서 매화면으로 행정구역 변경에 따라 도로명이 변경됨.[2]

## 주요 경유지
경상북도
- 울진군 (매화면 · 근남면)